# Sky 星を紡ぐ子どもたち
『Sky 星を紡ぐ子どもたち』（スカイ ほしをつむぐこどもたち、英：Sky: Children of the Light）は、アメリカのゲーム開発会社thatgamecompanyが開発し2019年7月18日より配信開始されたアクションアドベンチャーゲーム。
星座を形作っていた星々が落下してしまった空の世界が舞台で、「星の子」であるプレイヤーが様々なエリアを飛び回りながら星の精霊たちを探し出し空へ還すことを目指す。オンラインマルチプレイに対応しており、他のプレイヤーとの協力や交流を行うことができる。
争いのない平和な世界観と絵画のようなアートデザインが特徴で、ダウンロード数は2023年5月時点で累計2億6,000万を突破している。

## システム
本作には7つのエリアがある。道中のフィールドで精霊を見つけ出しながら進んでいき、終点である大精霊の神殿で祈りをささげるとエリアのクリアとなって次のエリアへ進めるようになる。作中には触れるとダメージを受けるオブジェクトやモンスターは登場するものの、戦闘要素はない。
プレイヤーが羽織っているケープの力により空中を飛ぶことができる。飛行時は画面上のゲージを消費することで上昇できる。道中で光を放っている人物を見つけると「光の翼」が手に入り、これを一定数集めるとケープがレベルアップしてゲージの上限が増加する。
プレイ中はゲームサーバーに常時接続され、他のプレイヤーが活動する様子も表示される。他のプレイヤーは初期状態では暗い色だが、交流することで本来の姿が映し出される。交流は、様々なエモート（感情表現）やキャンドルの炎の分け与えなど、言葉によらない手段が多く用いられる（特定の場所ではチャットも可能）。道中で精霊を見つけると、大精霊の神殿で新たなエモートを覚えることができる。
ゲーム内では「シーズンイベント」が定期的に開催されている。開催中には特別なアイテムや精霊が登場し、新規エリアが追加されることもある。また、後述のようにチャリティーイベントやコラボレーションイベントも実施されている。

## チャリティーイベント
自然の日々
実施期間：（1回目）2020年4月22日 - 27日、（2回目）2021年4月19日 - 5月3日、（3回目）2022年4月18日 - 5月2日、（4回目）2023年4月20日 - 5月8日、（5回目）2024年5月27日 - 6月17日
アースデイにちなみ環境をテーマとするイベント。
1回目はOne Tree Plantedの協賛によりゲーム内アイテムの「アースケープ」が購入されるごとにthatgamecompanyが現実世界で植樹支援を行うという内容で、2019年から2020年にかけて発生したアマゾン熱帯雨林火災やオーストラリア森林火災の被災地で4万576本が植樹された。
2回目以降は海洋のマイクロプラスチック汚染の問題がテーマ。ゲーム内アイテムとして2回目には「オーシャンネックレス」「オーシャンケープ」および前回の「アースケープ」が、3回目には「自然のウミガメパック」が販売され、売り上げから手数料を引いた額の半分（2回目）または全額（3回目）が海をきれいにする活動の支援に充てられる。
癒しの日々
実施期間：2020年5月19日 - 6月
新型コロナウイルス感染症の世界的流行を受けゲーム業界が提唱した「#PlayApartTogether（#離れていっしょに遊ぼう）」への賛同を示すイベントで、医療従事者への感謝を表す花の髪飾りなどが手に入る「癒しのパック」の購入額の純利益が寄付金となる。結果的に102万7340ドル（約1億800万円）を売り上げ、手数料を差し引いた71万9138ドルが国境なき医師団の新型コロナウィルス危機対応基金に寄付された。
虹架ける日々（1回目） / 虹かける日々（2・3回目） / 彩なす日々（4回目以降）
実施期間：（1回目）2020年6月10日 - 15日、（2回目）2021年6月14日 - 28日、（3回目）2022年6月30日 - 7月14日、（4回目）2023年6月1日 - 15日、（5回目）2024年6月24日 - 7月8日
人々の多様性に焦点を当てたイベントで、開催中には毎日フィールドのどこかに虹が現れる。
チャリティーイベントとして行われた2回目は、装飾アイテムが含まれる「虹かける髪飾り」パックの売り上げから手数料を差し引いた79万4420ドル（約8800万円）がGlobal Fund for WomenとThe Trevor Projectの2団体に寄付される。

## コラボレーションイベント
星の王子さまの季節
実施期間：2021年7月6日 - 11週間
イベント用の新エリア「星月夜の砂漠」を舞台とし、王子など原作のキャラクターも登場する。
本作ディレクターの陳星漢は、開発初期段階で『星の王子さま』から強いインスピレーションを受けたと語っている。
キズナアイ
実施期間：2022年2月25日 - 3月11日
キズナアイをモチーフにしたヘアスタイル、ヘッドアクセサリー、ケープを販売。
本作配信直後の2019年には中国版Skyコミュニティにおいてキズナアイの派生キャラクターである爱哥（アイガー）とのコラボレーションが行われているが、他地域のコミュニティからも実施の要望が多数寄せられたこと、また、キズナアイが2022年2月26日をもって「無期限スリープ（活動休止）」となるためファンの人々がSkyの世界の中で思い出を持ち続けてほしいとの考えから今回のイベントが実現した。
オーロラの季節
実施期間：2022年10月17日 - 2023年1月3日、2023年8月23日 - 9月4日
作品内の島で歌声が使用されているノルウェーの歌手のオーロラをモチーフにしたアイテム「ランナウェイ・ヘア」「ティアラ・ウィー・キャン・タッチ」「ランナウェイ・ドレス」を販売。また、彼女が歌う楽曲をテーマにしたクエストが各エリアに登場した。
2023年にはゲーム内でのバーチャルコンサートが実施された。この中で、8月25日22:00（日本時間）より行われた45分間のバーチャルコンサートでは1万人以上の視聴者が同時接続する記録を目指し、実施後、ギネス世界記録より「最も多くのユーザーが参加したコンサートがテーマの仮想空間」として本作が認定された。
九色の鹿の季節
実施期間：2024年1月15日 - 4月1日
ジャータカと呼ばれる、釈迦の前世にまつわる仏教の物語の一つ、またそれをもとにした上海美術映画製作所による同名のアニメ映画『九色鹿』とのコラボレーション。イベント用の新エリア「三日月オアシス」を舞台とし、九色鹿自身も登場する先述の物語に着想を得たクエストが展開する。
シナモロール
実施期間：2024年4月27日 - 5月18日
花鳥郷内にカフェスペースがオープンすることを祝して、サンリオのキャラクター・シナモロールとのコラボレーションイベント『Sky × Cinnamoroll もくもくカフェ』が開催され、シナモロールをモチーフにしたヘアスタイルやヘッドアクセサリー、ケープ、ぬいぐるみなどを販売。

## 受賞
| 年   | 賞                                 | 部門                                                    | 結果       | 出典          |
| ---- | ---------------------------------- | ------------------------------------------------------- | ---------- | ------------- |
| 2019 | 2019 Golden Joystick Awards        | Mobile Game of the Year                                 | ノミネート | [ 31 ]        |
| 2019 | The Game Awards 2019               | Best Mobile Game                                        | ノミネート | [ 32 ]        |
| 2020 | New York Game Awards               | A-Train Award for Best Mobile Game                      | ノミネート | [ 33 ]        |
| 2020 | Pocket Gamer Mobile Games Awards   | Game of the Year                                        | ノミネート | [ 34 ]        |
| 2020 | Pocket Gamer Mobile Games Awards   | Best Audio/Visual Accomplishment                        | ノミネート | [ 34 ]        |
| 2020 | Pocket Gamer Mobile Games Awards   | Pocket Gamer People's Choice                            | 受賞       | [ 34 ]        |
| 2020 | 第23回D.I.C.E. Awards              | Portable Game of the Year                               | ノミネート | [ 35 ]        |
| 2020 | NAVGTR Awards                      | Game, Original Family                                   | ノミネート | [ 36 ]        |
| 2020 | NAVGTR Awards                      | Original Light Mix Score, New IP                        | ノミネート | [ 36 ]        |
| 2020 | Game Developers Choice Awards      | Best Mobile Game                                        | ノミネート | [ 37 ] [ 38 ] |
| 2020 | Game Developers Choice Awards      | Audience Award                                          | 受賞       | [ 37 ] [ 38 ] |
| 2020 | SXSW Gaming Awards                 | Mobile Game of the Year                                 | 受賞       | [ 39 ]        |
| 2020 | 第18回G.A.N.G. Awards              | Best Music for an Indie Game                            | ノミネート | [ 40 ]        |
| 2020 | 第18回G.A.N.G. Awards              | Best Sound Design in a Casual/Social Game               | ノミネート | [ 40 ]        |
| 2020 | 第18回G.A.N.G. Awards              | Best Music in a Casual Game                             | ノミネート | [ 40 ]        |
| 2020 | 第18回G.A.N.G. Awards              | Best Original Song（"Constellation"）                   | ノミネート | [ 40 ]        |
| 2020 | Webby Award                        | Apps, Mobile, and Voice: Best Visual Design - Aesthetic | 受賞       | [ 41 ]        |
| 2020 | Apple Design Awards                | Outstanding Design and Innovation                       | 受賞       | [ 42 ]        |
| 2020 | International Mobile Gaming Awards | Grand Prix                                              | 受賞       | [ 43 ]        |
| 2020 | Games for Change Awards            | Best Gameplay                                           | 受賞       | [ 44 ]        |
| 2020 | Games for Change Awards            | G4C People's Choice Award                               | 受賞       | [ 44 ]        |

## アニメ
2022年3月26日から27日に開催されたAnimeJapan 2022において、本作のアニメ映像化が発表された。スペシャルサポーターとして、声優の梶裕貴が就任している。
2023年8月に開催されたgamescom 2023において、アニメの新たなトレーラーが公開され、正式タイトルが『Sky: The Two Embers』に決定し2024年公開予定であることが発表された。その後、リリースから5周年を記念して開催されたイベント「SkyFest 2024」にて、第1話の半分が初公開されたと同時に、2025年に公開する予定で進められていることや、プロジェクトとあわせて、ゲーム内でもその物語を別の角度から楽しむことができるシーズンが設けられることが発表された。
日本のみで2025年8月8日から上映される予定。監督はエヴァン・ヴィエラ、脚本はリズ・エリスが務める。ゲーム本編よりずっと昔の体が結晶になる病気が流行している世界が舞台。孤児と「光のマナティ」の友情と苦難を描く。